# Legenda o slavném návratu
Legenda o slavném návratu (v anglickém originále The Legend of Bagger Vance) je americký sportovní dramatický film z roku 2000. Režisérem filmu je Robert Redford. Hlavní role ve filmu ztvárnili Will Smith, Matt Damon, Charlize Theron, Bruce McGill a Joel Gretsch.

## Obsazení
| Will Smith          | Bagger Vance        |
| Matt Damon          | Rannulph Junuh      |
| Charlize Theron     | Adele Invergordon   |
| Bruce McGill        | Walter Hagen        |
| Joel Gretsch        | Bobby Jones         |
| J. Michael Moncrief | mladý Hardy Greaves |
| Lane Smith          | Rice                |
| Jack Lemmon         | starý Hardy Greaves |